# 张林 (中将)
张林（1965年—），中国人民解放军中将。

## 生平
曾任海军青岛综合保障基地司令员，中央军委联勤保障部队副参谋长。2019年，升任军委联勤保障部队参谋长。2020年，调任武警部队后勤部部长。2021年3月，任中央军委机关事务管理总局局长。2022年1月，升任中央军委后勤保障部部长。
2022年1月晋升中将军衔。